# Spodnje Tinsko
Spodnje Tinsko – wieś w Słowenii, w gminie Šmarje pri Jelšah. W 2018 roku liczyła 62 mieszkańców.